# 马世忠 (1962年)
马世忠（1962年4月—），男，汉族，山东潍坊人，中华人民共和国政治人物。中国海洋大学环境科学专业毕业，在职研究生学历，工学博士学位。曾任最高人民法院党组成员、政治部主任。

## 生平

### 山东
1979年8月，马世忠在山东省潍坊教师进修学院学习。1981年7月参加工作，任山东省安丘县教师进修学校、安丘师范学校、安丘第八中学教师。1984年11月，任山东省潍坊日报社记者、编辑。1985年6月加入中国共产党。
1985年10月，进入中共山东省委组织部，在三处帮助工作。1986年10月，任城市组织处干事、副科级巡视员、正科级巡视员。1992年11月，任城市组织处副处级巡视员。1994年1月，任城市组织处副处长(期间：1994年1月至1995年12月，在吉林大学中共党史专业研究生学习，获得法学硕士学位)。1996年2月，任城市组织处副处长、正处级巡视员。1996年11月，任组织一处副处长、调研员。1999年3月，任组织处处长。
1999年4月，任中共青岛市市北区委副书记。2001年4月，任中共市北区委副书记、副区长、代区长（2002年1月当选区长）。2003年6月，任中共市北区委书记、区长。2004年1月，任中共市北区委书记。2004年11月，任中共青岛市市北区委书记(青岛市副市级干部、正厅级)、国家级青岛市市北高新区党工委书记(2003年9月至2006年6月，在中国海洋大学环境科学与工程学院环境科学专业研究生学习，获得工学博士学位)。2007年1月，任青岛市人民政府副市长、市北区委书记。2007年3月，任青岛市副市长。

### 甘肃
2008年10月，马世忠任中共平凉市委书记。2011年7月，任中共天水市委书记。
2013年，当选第十二届全国人大代表。2013年9月，任甘肃省人民政府党组成员、省长助理、甘肃省公安厅党委书记、厅长、甘肃省政法委员会委员。2015年1月，任甘肃省副省长，省公安厅党委书记、厅长、省政法委员会委员。2016年9月，任中共甘肃省委常委、政法委员会书记，省公安厅党委书记、厅长。2018年2月24日，当选第十三届全国人大代表。

### 最高人民法院
2018年8月，转任最高人民法院党组成员、政治部主任。2019年4月25日，中华人民共和国最高人民法院举行新闻发布会，发布《最高人民法院关于适用〈中华人民共和国人民陪审员法〉若干问题的解释》和最高人民法院、司法部《人民陪审员培训、考核、奖惩工作办法》。马世忠称截止2019年4月，中国共新选出人民陪审员近12万人，加上原来选任、尚未到期的人民陪审员共计30余万人。